# جسیکا ریتسو
جسیکا ریتسو (ایتالیایی: Jessica Rizzo؛ زادهٔ ۱۹۶۴) بازیگر و کارآفرین اهل ایتالیا است. 
از فیلم‌ها یا سریال‌هایی که وی در آن‌ها بازی کرده است، می‌توان به دفتر خاطرات یک دیوانه اشاره کرد.